# Nikolai Prebensen
Nikolai Christian Grove Prebensen, född 12 april 1850 i Risør, död 24 maj 1938, var en norsk diplomat.
Prebensen studerade efter juridisk examen 1873 någon tid i Frankrike och Storbritannien och tjänstgjorde 1876–1887 i centralförvaltningen, först i ecklesiastik-, sedan i justitiedepartementet. År 1889 utnämndes han till amtman i Finmarken, varifrån han 1896 förflyttades till Nedenes. Han var 1891–1893 ledamot av Finmarkens fiskerikommission, representerade 1892–1894 Finmarksstäderna och 1904–1906 Arendal och Grimstad i Stortinget. Där tillhörde han konservativa partiet samt var sista perioden president i Odelstinget och 1905 ordförande i den så kallade "specialkommittén" till förberedande av eget norskt konsulatväsen. Åren 1906–1917 var han Norges minister i Sankt Petersburg. Åren 1912–1914 var han ordförande i en kunglig kommitté för omorganisation av Norges utrikesrepresentation.